# Konståret 1879

## Verk

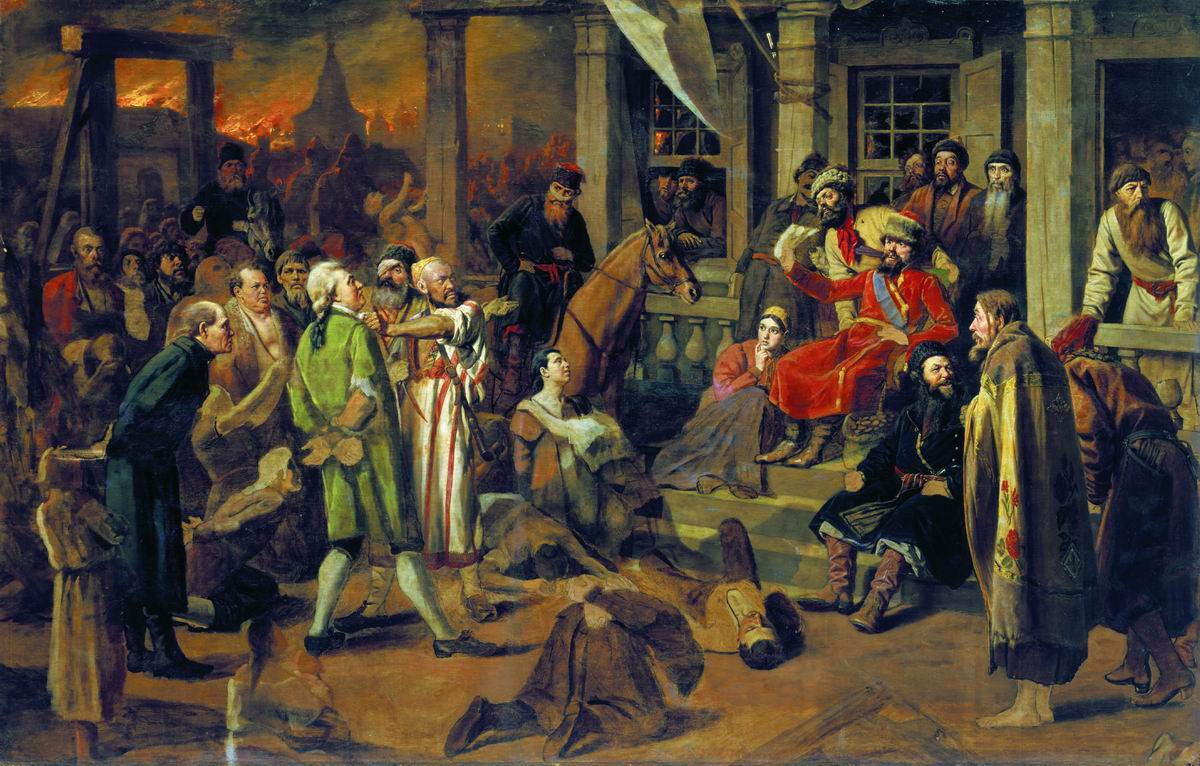
Vasily Perovs verk Суд Пугачёва (ungefärlig översättning: Pugachevs straff) färdigställdes år 1879.

### Bildkonst
- Michael Peter Ancher - Vil han klare pynten
- Albert Fitch Bellows - The Parsonage
- Vasily Perov - Суд Пугачёва (Pugachevs straff) (The Russian Museum, Sankt Petersburg).
- John Singer Sargent - Portrait of Carolus-Duran

### Byggnadsverk
Den franske lantbrevbäraren Ferdinand Cheval påbörjar arbetet med palais idéal, sitt idealpalats.

## Födda
- 22 januari - Francis Picabia (död 1953), fransk konstnär.
- 6 februari - Othon Friesz (död 1949), fransk postimpressionistisk målare och formgivare.
- 11 februari - Olof Thunman (död 1944), svensk konstnär och skald.
- 1 mars - Johan Johansson (död 1951), svensk konstnär.
- 3 mars - Carl Oscar Borg (död 1947), svensk-amerikansk konstnär.
- 14 mars - Tyko Sallinen (död 1955), finländsk målare.
- 27 mars - Edward Steichen (död 1973), amerikansk fotograf, målare, och kurator på konstgallerier och museer.
- 29 mars - Anton Assow (död 1963), svensk bokbindare och självlärd tecknare, grafiker och akvarellmålare.
- 19 maj - Wiwen Nilsson (död 1974), svensk silversmed och hovjuvelerare.
- 30 maj - Vanessa Bell (död 1961), engelsk målare och formgivare.
- 5 juli - Charles Lachs (död 1979), svensk konstnär målare och grafiker.
- 9 juli - Carl Palme (död 1960), svensk konstnär och författare.
- 19 augusti - Arne Ekermann (död 1929), svensk konstnär.
- 31 augusti - Alma Mahler (död 1964), österrikisk tonsättare och konstnär.
- 1 september - Gusten Widerbäck (död 1970), svensk konstnär.
- 4 september - Jan de Meyere (död 1950), svensk konstnär, fotograf och skådespelare.
- 23 september - Charles Camoin (död 1965), fransk målare.
- 13 oktober - Lena Börjeson (död 1976), svensk konstnär.
- 29 oktober – Otto Lange (död 1944), tysk konstnär.
- 8 november - Gustaf Ljunggren (död 1967), svensk karikatyr- och skämttecknare.
- 23 november - Sigrid Fridman (död 1963), svensk skulptör och poet.
- 10 december - Ernest H. Shepard (död 1976), engelsk konstnär och illustratör.
- 18 december - Paul Klee (död 1940), tysk-schweizisk konstnär och konstteoretiker.
- okänt datum - John Sten (död 1922), svensk konstnär.
- okänt datum - Gunnar Widforss (död 1934), svensk-amerikansk konstnär.

## Avlidna
- 10 februari - Honoré Daumier (född 1808), fransk litograf, målare och skulptör.
- 27 mars - Hércules Florence (född 1817), fransk-brasiliansk målare och pionjär inom fotografi.
- 30 mars - Thomas Couture (född 1815), fransk målare.
- 7 juli - George Caleb Bingham (född 1811), amerikansk konstnär.
- 17 juli - Maurycy Gottlieb (född 1804), polsk målare.
- 3 augusti - Joseph Severn (född 1793), engelsk målare.
- 5 september - Camille Doncieux (född 1847), första frun och modell åt Claude Monet.
- 6 september - Amédée de Noé (född 1818), fransk karikatyrist.
- 8 september - William Morris Hunt (född 1824), amerikansk målare.
- 2 november - Abbondio Sangiorgio (född 1798), italiensk skulptör.
- 18 november - André Giroux (född 1801), fransk målare och fotograf.
- okänt datum - Franz Ittenbach (född 1856), tysk målare.
- okänt datum - Henry Collen (född 1797), engelsk kunglig miniatyrporträttmålare.